# Beatriz Sánchez
Beatriz de Jesús Sánchez Muñoz (Viña del Mar, 24 de diciembre de 1970) es una periodista y política chilena. Desde julio de 2021 hasta  el 4 de julio de 2022 ejerció como miembro de la Convención Constitucional en representación del distrito n° 12.
Durante las décadas de 1990 y 2000 se desempeñó como periodista política y de actualidad, en las principales radios informativas de Chile, donde alcanzó un alto reconocimiento por su actividad. Durante la década del 2010, se integró a la televisión, donde fue conductora del noticiero Hora 20 en La Red. 
En 2017 postuló su precandidatura presidencial de su país en las primarias del Frente Amplio, logrando el 68% de las preferencias. En el mismo año, se presentó como candidata del Frente Amplio en la elección presidencial de 2017, donde alcanzó el tercer lugar con un porcentaje superior a los 20%, distanciada por dos puntos porcentuales de su contendor Alejandro Guillier.
Sánchez ha obtenido múltiples reconocimientos por su labor de periodista. En 2014 recibió la distinción como la «mejor periodista de televisión del año» por la Universidad Adolfo Ibáñez. En 2016 obtuvo el Premio Raquel Correa por la Asociación Nacional de Mujeres Periodistas de Chile.

## Familia y estudios
Realizó sus estudios en el Colegio Saint Paul de Viña del Mar, institución privada de inspiración cristiano-anglicana. Hija de dos académicos universitarios, durante su época escolar realizó un viaje de estudios a Gran Bretaña, mientras su padre realizaba estudios de posgrado. Posteriormente estudió periodismo en la Universidad de Concepción.
Está casada desde 1989 con Pablo Aravena, a quien conoció en la universidad, con quien tiene tres hijos: Diego, Sebastián, y Pablo; el primero de ellos lo tuvo a la edad de diecinueve años, mientras estaba en segundo año de periodismo, y ha declarado que en ese momento evaluó realizar un aborto, pero finalmente la pareja decidió tener a ese hijo.

## Trayectoria profesional

### Radio
Gran parte de su carrera la ha desarrollado en el mundo radial, siendo periodista de diversos programas en Radio Bío-Bío (1994-1996), Radio Chilena (1996-2002), Radio Cooperativa (2003-2007), ADN Radio (2008-2014) y Radio La Clave (2014-2017).
Fue figura fundadora de Radio ADN, emisora en que se desempeñó como conductora ancla junto a otros periodistas. Ahí comenzó a realizar sus editoriales, las cuales no estuvieron exentas de controversia, debido al rol protagónico que tomó en la estación, distinto al tradicional espacio que se les ha dado a las mujeres en las comunicaciones chilenas. En 2014 renunció a Radio ADN luego de un conflicto con un dirigente sindical, siguiendo el camino de varios de sus colegas, entre ellos, Fernando Paulsen.
Su última labor en medios de comunicación fue en Radio La Clave, donde condujo el programa Combinación Clave. En editoriales analizó diversos temas de actualidad, como la corrupción, la desigualdad de género y la calidad de la democracia. El 21 de marzo de 2017 congeló su trabajo en Radio La Clave por sus aspiraciones presidenciales.

### Televisión
Inicia su carrera televisiva después de cumplir 40 años. Comienza en el noticiario Hora 20 de La Red, junto con Verónica Franco en el programa que fue el primer noticiario en tener una dupla femenina en la conducción. Al respecto declaró «que las "parejas" clásicas de hombre y mujer en las noticias se reproducen solo por costumbre».
También en La Red desarrolló el programa Entrevista Verdadera entre 2015 y 2016. Su paso por televisión terminó abruptamente; a mediados de 2015 el programa Hora 20 fue sacado del aire por el cierre del departamento de prensa de La Red. En febrero de 2017 La Red no continuó su contrato, dejando fuera de pantalla su programa, lo que calificó como una «salida dolorosa» por dejar a personas con las que había generado una estrecha relación humana.

## Carrera política

### Candidatura presidencial
La periodista fue contactada en enero de 2017 por el partido Poder, para proponerle una precandidatura por el Frente Amplio para la elección presidencial de ese año, lo cual descartó mediante un mensaje en su cuenta de Twitter el 13 de enero. Sin embargo, y tras una reunión con Revolución Democrática y el Movimiento Autonomista, decidió considerar una eventual precandidatura, congelando su trabajo en Radio La Clave y postergándo otros proyectos que se encontraba planeando: realizar un diplomado y un curso de orfebrería. Esta decisión la comunicó el 21 de marzo.
Durante su campaña presidencial, Beatriz Sánchez presentó su programa presidencial llamado "El programa de muchos", cuyas 202 páginas relatan con detalle, los proyectos de ley y planes de gobierno, en caso de llegar a la presidencia. Entre sus propuestas se encontraba la creación de una nueva Constitución Política, la consolidación de un Estado plurinacional, descentralización política y económica, reducción del salario de parlamentarios, subsecretarios y ministros, establecimiento de plebiscitos y votaciones populares, entre otras.
El 3 de abril oficializó su precandidatura a las primarias del Frente Amplio en un acto realizado en la Plaza Baquedano, en Santiago. Sánchez ganó las primarias del Frente Amplio en los comicios del 2 de julio, con un 68% de los votos.

### Convencional constituyente
Resultó electa como representante del distrito 12 en la Convención Constitucional dentro de la lista de Apruebo Dignidad. Se desempeñó como presidenta de la comisión de Principios Constitucionales, Democracia, Nacionalidad y Ciudadanía. 

### Embajadora de Chile ante México
El 9 de noviembre de 2022, es designada por el presidente de la República, Gabriel Boric como embajadora de Chile ante México.

## Pensamiento

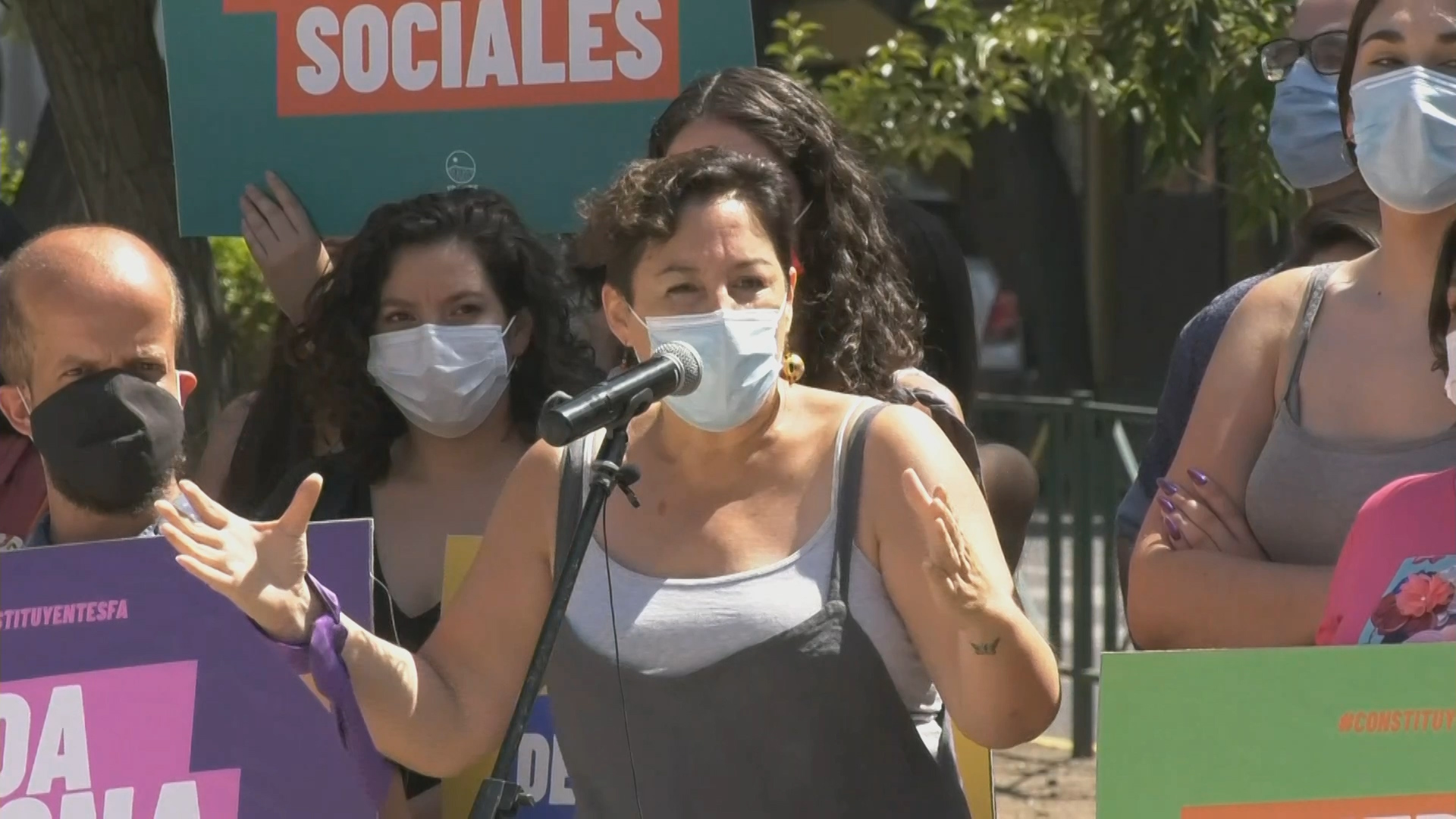
Sánchez durante la presentación de los candidatos a convencionales constituyentes por el Frente Amplio.

### Feminismo
Beatriz Sánchez se declara como feminista. En una entrevista con la revista Paula en noviembre de 2014, afirmó que entre sus motivos están que «todavía ganamos hasta 40 % menos que los hombres por el mismo trabajo; pese a ser 50 % de la población en el país, somos menos de 20 % en cargos políticos, en directorios de empresas, en premios nacionales y gerencias generales; y no por ser mujeres todas quieren ser madres».
Publicó el libro Poderosas (Aguilar, 2014), donde retrata ocho entrevistas de mujeres en posiciones de poder en Chile.

### Posición política
Sánchez ha desarrollado un perfil de periodista de opinión, de carácter fuerte y como entrevistadora cercana. También ha sido crítica a diversos espacios de poder. En noviembre de 2014 se declaró favorable a las reformas promovidas por el segundo gobierno de Michelle Bachelet:

La Tributaria, porque con el IVA en este país, mientras menos tienes más pagas. La Educacional, porque es un derecho que hoy es un privilegio y La Constitucional, porque la política, pese a lo impopular de la palabra, es la base para una sociedad sana.
Beatriz Sánchez, Paula.

El 10 de junio de 2020, Sánchez desde la vocería de Frente Amplio, acusó al secretario de Estado Jaime Mañalich, de tener una estrategia «errática» para manejar la pandemia del coronavirus en Chile. En 12 de junio de 2020, Sánchez junto a las parlamentarias Carmen Frei, Carmen Hertz y Maya Fernández Allende, firmaron una carta pública, cuestionando el deficiente control sanitario que ha tenido el segundo gobierno de Sebastián Piñera durante la crisis de salud, y exigieron la renuncia inmediata del ministro de Minsal, Jaime Mañalich, sosteniendo que:

«El actual líder –Mañalich– se solaza con sus palabras, y cuestiona a periodistas e ironiza, cientos de personas sufren la pérdida de sus seres queridos, no pudiendo despedirlos en paz, padeciendo el colapso del sistema hospitalario y contrastando su dolor con la soberbia de un ministro al que se le acabó su tiempo. No podemos seguir alentando la impunidad respecto a quienes han tomado decisiones que están generando dolor, sufrimiento y muerte en Chile».
Sánchez, Frei, Hertz y Fernández.

## Reconocimientos
- Mejor periodista televisiva Año 2014, por Universidad Adolfo Ibáñez.[33]
- Premio Raquel Correa 2016, por Asociación Nacional de Mujeres Periodistas de Chile.[34]

## Historial electoral

### Elecciones presidenciales de 2017
- Primarias presidenciales del Frente Amplio de 2017

|  | 67,56 % |

|  | 12,26 % |

|  | 32,44 % |

|  | 5,88 % |

- Elecciones presidenciales de 2017, para la Presidencia de la República, primera vuelta.

|  | 36,64 % |

|  | 22,70 % |

|  | 20,27 % |

|  | 7,93 % |

|  | 5,88 % |

|  | 5,71 % |

|  | 0,51 % |

|  | 0,36 % |

### Elecciones de convencionales constituyentes de 2021
- Elecciones de convencionales constituyentes de 2021, para convencional constituyente por el distrito N.º 12 (La Florida, Puente Alto, Pirque, La Pintana y San José de Maipo).[36]

| Candidato                     | Pacto                                     | Partido | Votos  | %     | Resultado                  |
| ----------------------------- | ----------------------------------------- | ------- | ------ | ----- | -------------------------- |
| Benito Baranda Ferran         | Independientes por una Nueva Constitución | ILYV    | 47 217 | 12,69 | Convencional Constituyente |
| Beatriz Sánchez Muñoz         | Apruebo Dignidad                          | ILYQ    | 28 265 | 7,59  | Convencional Constituyente |
| Alondra Carrillo Vidal        | Voces Constituyentes                      | ILT     | 22 993 | 6,18  | Convencional Constituyente |
| Giovanna Grandón Caro         | La Lista del Pueblo Distrito 12           | ILYL    | 20 979 | 5,64  | Convencional Constituyente |
| Rafael Sotomayor Narbona      | La Lista del Pueblo Distrito 12           | ILYL    | 19 442 | 5,22  |                            |
| Macarena Venegas Tassara      | Vamos por Chile                           | ILXP    | 17 480 | 4,70  |                            |
| Bastián Bodenhöfer Alexander  | Apruebo Dignidad                          | ILYQ    | 16 078 | 4,32  |                            |
| María Luisa Cordero Velásquez | Vamos por Chile                           | ILXP    | 15 095 | 4,06  |                            |
| Manuel José Ossandón Lira     | Vamos por Chile                           | ILXP    | 13 845 | 3,72  | Convencional Constituyente |
| María Soledad Cisternas Reyes | Independientes por una Nueva Constitución | ILYV    | 12 761 | 3,43  |                            |
| Camila Cartes Cordero         | La Lista del Pueblo Distrito 12           | ILYL    | 12 490 | 3,36  |                            |
| Bárbara Figueroa Sandoval     | Apruebo Dignidad                          | PCCh    | 10 153 | 2,73  |                            |
| Bernardita Paul Ossandón      | Vamos por Chile                           | RN      | 9298   | 2,50  |                            |
| Romanina Morales Baltra       | Lista del Apruebo                         | PS      | 4663   | 1,25  |                            |
| Hernán Palma Pérez            | Partido Humanista                         | PH      | 4215   | 1,13  |                            |
| Marcela Mella Ortiz           | Apruebo Dignidad                          | ILYQ    | 3712   | 1,00  |                            |
| Juan José Martin Bravo        | Independientes por una Nueva Constitución | ILYV    | 2709   | 0,73  | Convencional Constituyente |